# 阿尔菲
阿尔菲（法語：Arphy，法語發音：[aʁfi]）是法国加尔省的一个市镇，属于勒维冈区。

## 地理
阿尔菲（44°1'7"N, 3°35'49"E）面积20.92 平方千米，位于法国奧克西塔尼大區加尔省，该省份为法国南部沿海省份，南端濒地中海，北起顺时针与阿尔代什省、沃克吕兹省、罗讷河口省、埃罗省、阿韦龙省和洛泽尔省接壤。
与阿尔菲接壤的市镇（或旧市镇、城区）包括：欧拉斯、杜尔比、芒达古、布雷欧-马尔斯、瓦勒代古阿勒。

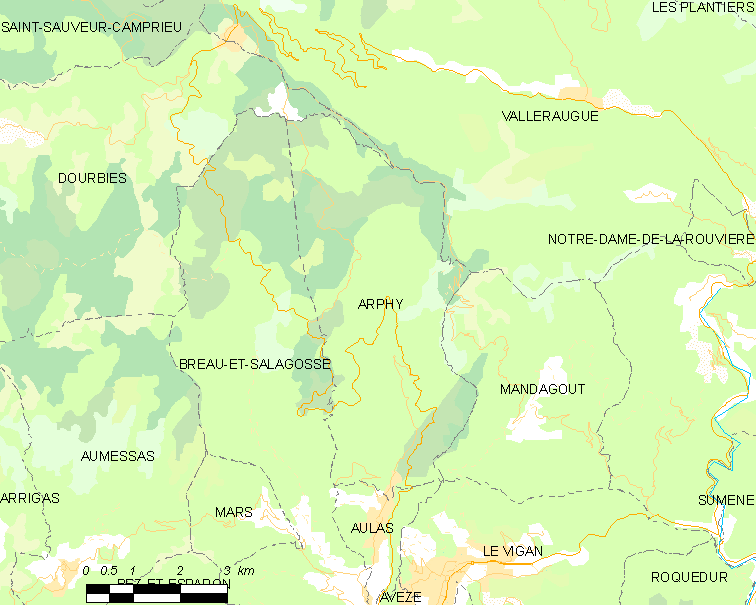
阿尔菲的OSM定位图

阿尔菲的时区为UTC+01:00、UTC+02:00（夏令时）。

## 行政
阿尔菲的邮政编码为30120，INSEE市镇编码为30015。

## 政治
阿尔菲所属的省级选区为勒维冈县。

## 人口

1962-2008年间阿尔菲人口变化图示

阿尔菲于2022年1月1日时的人口数量为138人。